# Копылов, Николай Вениаминович
Николай Вениаминович Копылов (1910—1965) — полковник Советской Армии, участник Великой Отечественной войны, Герой Советского Союза (1945). Заслуженный мастер спорта СССР (1942).

## Биография
Родился 6 апреля 1910 года в городе Луга (ныне — Ленинградская область).
После окончания профтехшколы работал электромонтёром-киномехаником. В 1927 году Копылов был призван на службу в Рабоче-крестьянскую Красную Армию. Воинскую службу совмещал с занятиями спортом, неоднократно становился чемпионом СССР по марафонскому бегу. Был значкистом ГТО.
В 1941 году Копылов окончил Военную академию механизации и моторизации РККА. С сентября того же года — на фронтах Великой Отечественной войны. Принимал участие в боях на Юго-Западном, Брянском, Калининском, Сталинградском, Донском, Центральном, 1-м и 2-м Украинском, 1-м Белорусском фронтах.
К апрелю 1945 года гвардии полковник Николай Копылов командовал 47-й гвардейской танковой бригадой 9-го гвардейского танкового корпуса 2-й гвардейской танковой армии 1-го Белорусского фронта. Отличился во время Берлинской операции. За время боёв бригада Копылова форсировала три реки, перерезала 2 железные дороги и около 10 шоссейных, штурмом взяла несколько немецких городов и более 20 населённых пунктов поменьше. За период с 17 по 25 апреля бригада уничтожила 12 танков и самоходных артиллерийских установок, 25 артиллерийских орудий разного калибра, 8 самолётов, 26 миномётов, 220 автомашин, 4 склада, более 2000 солдат и офицеров противника. Также она взяла в плен около 400 солдат и офицеров противника, а также большое количество боевой техники.
Указом Президиума Верховного Совета СССР от 31 мая 1945 года за «умелое руководство танковой бригадой и проявленные в боях мужество и отвагу» полковник Николай Копылов был удостоен высокого звания Героя Советского Союза с вручением ордена Ленина и медали «Золотая Звезда» за номером 5870.
После окончания войны Копылов продолжил службу в Советской Армии. В 1948 году он окончил Высшие академические курсы при Военной академии бронетанковых войск. В 1955 году Копылов был уволен в запас. Проживал и работал сначала в Калинине, с 1958 года - в Сухуми.
Умер 12 апреля 1965 года, похоронен на Михайловском кладбище в Сухуми.
Был награждён двумя орденами Ленина, четырьмя орденами Красного Знамени, орденом Суворова 2-й степени, орденами Отечественной войны 1-й и 2-й степени, тремя орденами Красной Звезды, рядом медалей, орденом Британской Империи 4-й степени.